# Bazoches-les-Hautes
Bazoches-les-Hautes és un municipi francès, situat al departament de l'Eure i Loir i a la regió de Centre – Vall del Loira. L'any 2007 tenia 292 habitants.

## Demografia

### Població
El 2007 la població de fet de Bazoches-les-Hautes era de 292 persones. Hi havia 122 famílies, de les quals 28 eren unipersonals (16 homes vivint sols i 12 dones vivint soles), 45 parelles sense fills, 45 parelles amb fills i 4 famílies monoparentals amb fills.
La població ha evolucionat segons el següent gràfic:
Habitants censats

### Habitatges
El 2007 hi havia 146 habitatges, 118 eren l'habitatge principal de la família, 19 eren segones residències i 9 estaven desocupats. 144 eren cases i 2 eren apartaments. Dels 118 habitatges principals, 99 estaven ocupats pels seus propietaris, 15 estaven llogats i ocupats pels llogaters i 3 estaven cedits a títol gratuït; 1 tenia una cambra, 5 en tenien dues, 24 en tenien tres, 35 en tenien quatre i 52 en tenien cinc o més. 97 habitatges disposaven pel capbaix d'una plaça de pàrquing. A 54 habitatges hi havia un automòbil i a 58 n'hi havia dos o més.

### Piràmide de població
La piràmide de població per edats i sexe el 2009 era:
| Homes | Edats   | Dones |
| ----- | ------- | ----- |
| 0     | 95 o +  | 0     |
| 0     | 90 a 94 | 0     |
| 0     | 85 a 89 | 0     |
| 0     | 80 a 84 | 4     |
| 20    | 75 a 79 | 12    |
| 4     | 70 a 74 | 8     |
| 8     | 65 a 69 | 8     |
| 4     | 60 a 64 | 4     |
| 4     | 55 a 59 | 4     |
| 4     | 50 a 54 | 4     |
| 8     | 45 a 49 | 4     |
| 4     | 40 a 44 | 12    |
| 28    | 35 a 39 | 4     |
| 44    | 30 a 34 | 16    |
| 4     | 25 a 29 | 8     |
| 12    | 20 a 24 | 4     |
| 4     | 15 a 19 | 0     |
| 20    | 10 a 14 | 8     |
| 4     | 5 a 9   | 4     |
| 4     | 0 a 4   | 0     |

## Economia
El 2007 la població en edat de treballar era de 169 persones, 129 eren actives i 40 eren inactives. De les 129 persones actives 118 estaven ocupades (70 homes i 48 dones) i 11 estaven aturades (5 homes i 6 dones). De les 40 persones inactives 15 estaven jubilades, 6 estaven estudiant i 19 estaven classificades com a «altres inactius».

### Ingressos
El 2009 a Bazoches-les-Hautes hi havia 118 unitats fiscals que integraven 328 persones, la mediana anual d'ingressos fiscals per persona era de 18.179,5 €.

### Activitats econòmiques
Dels 9 establiments que hi havia el 2007, 3 eren d'empreses de construcció, 4 d'empreses de comerç i reparació d'automòbils, 1 d'una empresa de serveis i 1 d'una empresa classificada com a «altres activitats de serveis».
Dels 3 establiments de servei als particulars que hi havia el 2009, 1 era una fusteria, 1 electricista i 1 empresa de construcció.
L'únic establiment comercial que hi havia el 2009 era una botiga de menys de 120 m².
L'any 2000 a Bazoches-les-Hautes hi havia 22 explotacions agrícoles que ocupaven un total de 1.938 hectàrees.

## Poblacions més properes
El següent diagrama mostra les poblacions més properes.